# Коржовослобідська сільська рада
Ко́ржовослобідська́ сільська́ ра́да — адміністративно-територіальна одиниця та орган місцевого самоврядування в Уманському районі Черкаської області. Адміністративний центр — село Коржова Слобода.

## Загальні відомості
- Населення ради: 295 осіб (станом на 2001 рік)

## Населені пункти
Сільській раді були підпорядковані населені пункти:
- с. Коржова Слобода

## Склад ради
Рада складалася з 12 депутатів та голови.
- Голова ради: Джуплій Світлана Василівна
- Секретар ради: Степанюк Катерина Василівна

### Керівний склад попередніх скликань
| Прізвище, ім'я, по батькові | Основні відомості                                                                       | Дата обрання | Дата звільнення |
| --------------------------- | --------------------------------------------------------------------------------------- | ------------ | --------------- |
| Джуплій Світлана Василівна  | Сільський голова, 1970 року народження, освіта середня спеціальна, позапартійна         | 26.03.2006   | 31.10.2010      |
| Джуплій Світлана Василівна  | Сільський голова, 1970 року народження, освіта середня спеціальна, член Партії регіонів | 31.10.2010   |                 |

Примітка: таблиця складена за даними сайту Верховної Ради України

### Депутати
За результатами місцевих виборів 2010 року депутатами ради стали:

#### За суб'єктами висування
| Суб'єкт висування | Кількість обраних депутатів | %  |
| ----------------- | --------------------------- | -- |
| Партія регіонів   | 9                           | 75 |
| Самовисування     | 3                           | 25 |

#### За округами
| № округу        | Прізвище, ім'я, по батькові  | Дата визнання обраним | Освіта             | Партійна приналежність | Відомості про обраного депутата          |
| --------------- | ---------------------------- | --------------------- | ------------------ | ---------------------- | ---------------------------------------- |
| Партія регіонів |                              |                       |                    |                        |                                          |
| 1               | Рудий Дмитро Володимирович   | 01.11.2010            | середня спеціальна | позапартійний          | ТОВ «Весна», бригадир тракторної бригади |
| 2               | Скоропад Людмила Василівна   | 01.11.2010            | середня спеціальна | позапартійна           | ТОВ «Весна», свинарка                    |
| 3               | Горбаченко Сергій Андрійович | 01.11.2010            | середня спеціальна | позапартійний          | ТОВ «Весна», токар                       |
| 4               | Гашкова Наталія Василівна    | 01.11.2010            | середня спеціальна | член Партії регіонів   | Сільська рада, бухгалтер                 |
| 6               | Притуляк Володимир Іванович  | 01.11.2010            | середня            | позапартійний          | ТОВ «Весна», водій                       |
| 7               | Глеба Тетяна Василівна       | 01.11.2010            | середня            | позапартійна           | ТОВ «Весна», свинарка                    |
| 8               | Булатов Сергій Миколайович   | 01.11.2010            | середня спеціальна | позапартійний          | ТОВ «Весна», механізатор                 |
| 9               | Степанюк Руслан Вікторович   | 01.11.2010            | середня спеціальна | позапартійний          | ТОВ «Весна», енергетик                   |
| 10              | Степанюк Катерина Василівна  | 01.11.2010            | середня спеціальна | член Партії регіонів   | Сільська рада, секретар сільської ради   |
| Самовисування   |                              |                       |                    |                        |                                          |
| 5               | Гайдай Василь Миколайович    | 01.11.2010            | середня            | позапартійний          | ТОВ «Весна», механізатор                 |
| 11              | Розборський Іван Михайлович  | 01.11.2010            | середня спеціальна | позапартійний          | ТОВ «Весна», механізатор                 |
| 12              | Кобець Леонід Леонідович     | 01.11.2010            | вища               | позапартійний          | ТОВ «Весна», агроном                     |